# Olga Beaver
Pour les articles homonymes, voir Beaver.
Olga Beaver (12 novembre 1942 – 7 décembre 2012 ,), officieusement appelée Ollie, est une mathématicienne tchéco-américaine et professeure de mathématiques au Williams College,. Elle reçoit le deuxième prix Louise Hay de l'Association for Women in Mathematics. Elle est connue pour avoir fondé le programme scientifique d'été à Williams. Elle a été directrice du SSP pendant de nombreuses années et directrice du département de mathématiques à Williams pendant cinq ans et demi.

## Enfance
Beaver est née à Prague, en Tchécoslovaquie, de Achill Jozef Roziňák et Zora Marie (Lisa) Roziňáková le 12 novembre 1942,. Son premier souvenir est d'être cachée dans le sous-sol de son appartement lors d'un bombardement. Après avoir fréquenté les écoles de Prague, elle fuit la nuit avec sa famille en Allemagne de l'Ouest en 1949,. Elle vit dans des camps de réfugiés à Munich, puis à Londres pendant deux ans et neuf mois, où elle assiste au couronnement d'Élisabeth II,. Elle part aux États-Unis en 1952 et passe le reste de son enfance à Long Island, ou sa famille n'arrive qu'en 1957, lorsqu'ils sont inscrits sur la liste des immigrants d'Ellis Island 

## Éducation
Beaver commence ses études de premier cycle au Smith College ; alors qu'elle est encore inscrite, elle épouse Donald deBlasiis (Don) Beaver. Elle quitte l'université en 1962 lorsqu'elle tombe enceinte. Elle commence à suivre des cours au Southern Connecticut State College. Après que son mari a terminé son doctorat en 1966, la famille déménage à Kansas City, Missouri, où Olga poursuit ses études de licence à l'Université du Missouri-Kansas City, complétant sa licence en 1968 et sa maîtrise en 1969 (également à l'UMKC). Elle est professeure de mathématiques au Williams College du 1er juillet 1971 jusqu'à sa mort. En 1972, Beaver s'inscrit au programme de doctorat à l'Université du Massachusetts Amherst. Elle obtient son doctorat de l'UMass en 1979 sous la direction de Thurlow Adrean Cook, en mathématiques de la logique quantique, avec une thèse intitulée « Complementation, Regularity and Convergence of Measures in Banach Spaces Generated by Quantum Logics ». Elle poursuit des recherches en théorie de la mesure et en théorie des probabilités .
Beaver décède d'un cancer du sein métastatique de stade 4 le 7 décembre 2012 à son domicile, après avoir reçu un diagnostic de cancer du sein en septembre 2009,. Cependant, elle continue à enseigner jusqu'au 9 novembre 2012. Au moment de sa mort, elle est membre de l'American Mathematical Society depuis 36 ans.

## Vie privée
Beaver aimait enseigner les mathématiques, cuisiner, jardiner, lire et pratiquer la décoration intérieure. Elle se rend à Prague tous les deux ans depuis 1992 et est heureuse de retrouver sa citoyenneté tchèque. Elle a deux enfants et cinq petits-enfants,.

## Récompenses et honneurs
Beaver est lauréate du 2e prix Louise Hay en 1992.